# 長野県道57号安曇野インター堀金線
長野県道57号安曇野インター堀金線（ながのけんどう57ごう あづみのインターほりがねせん）は、長野県安曇野市豊科田沢から同市堀金三田に至る主要地方道である。

## 概要

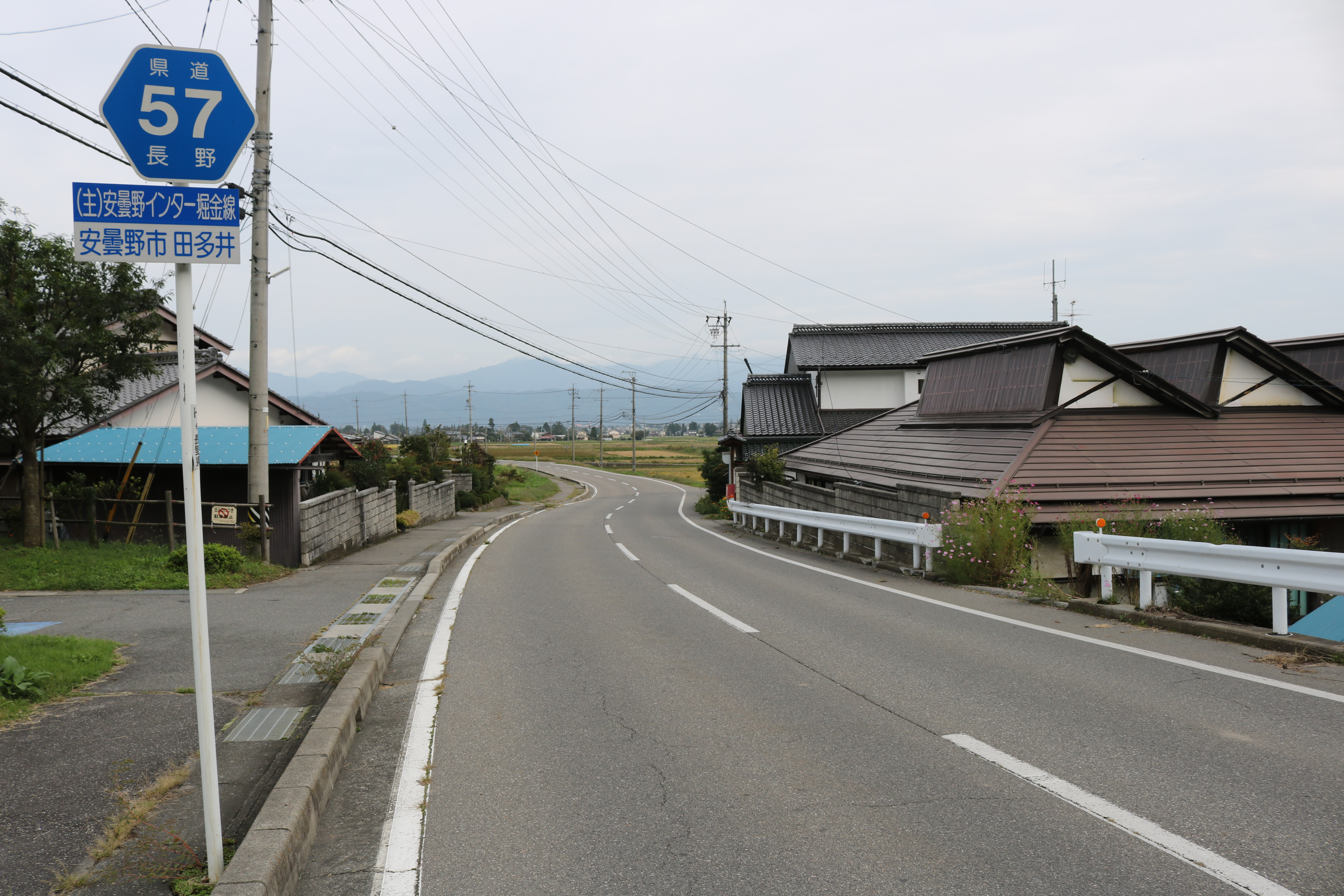
長野県道57号安曇野インター堀金線、安曇野市堀金三田田多井にて

安曇野市南部を東西に横切る。濁沢川にそって安曇野へ降り国道19号に重複し南下、JR篠ノ井線田沢駅前から西へ折れ北アルプス常念岳を正面に見据える。犀川を渡り、長野自動車道安曇野インターチェンジに接続、国道147号と交差しJR大糸線をオーバーパス、安曇広域農道と交差、県道25号に接続する。
殊に安曇野IC周辺区間は「グルメ街道」の別名がある。

### 路線データ
長野県告示に基づく起終点および経過地は次のとおり
- 起点：安曇野市豊科（大口沢交差点＝国道143号交点）
- 終点：安曇野市堀金（田多井交差点＝長野県道25号塩尻鍋割穂高線交点）
- 重要な経過地：安曇野インターチェンジ
- 路線延長：約12.8km[2]

## 歴史
- 1982年（昭和57年）4月1日
建設省（当時）が県道下奈良本豊科線の一部、県道柏矢丁田沢停車場線の一部、県道寺所豊科停車場線、県道田多井豊科線を主要地方道豊科インター堀金線として指定[3]。
- 1982年（昭和57年）9月13日
長野県が主要地方道として豊科インター堀金線を認定。
- 2012年（平成24年）10月4日
長野県が路線名を安曇野インター堀金線へ名称変更[1]。
- 2012年（平成24年）10月7日
長野自動車道豊科インターチェンジを安曇野インターチェンジへ名称変更。

## 路線状況

### 道の駅
- アルプス安曇野ほりがねの里
  - 公式には県道57号沿いとなっているが、実際には安曇広域農道沿いにある。

## 地理

### 通過する自治体
- 長野県
安曇野市

### 交差する道路
長野県安曇野市
- 国道143号：豊科田沢（大口沢交差点）
- 国道19号：豊科田沢（田沢北交差点 - 田沢交差点で重複）
- 長野県道310号柏矢町田沢停車場線：豊科田沢（田沢交差点）- 豊科南穂高（安曇野インター交差点）で重複
- 長野県道316号梓橋田沢停車場線：豊科田沢（田沢交差点）- 豊科南穂高（安曇野インター西交差点）で重複
- 長野自動車道（安曇野IC）：豊科南穂高（安曇野インター交差点）
- 国道147号：豊科（成相交差点）
- 長野県道321号中堀一日市場停車場線：堀金烏川（中堀交差点）
- 安曇広域農道：堀金三田（堀金交差点）
- 長野県道25号塩尻鍋割穂高線：堀金三田（田多井交差点）

### 沿線
- 豊科温泉 湯多里（ゆったり）山の神
- JR篠ノ井線田沢駅
- 安曇野市立豊科東小学校
- 安曇野市役所本庁舎
- JR大糸線豊科駅
- 安曇野市役所堀金総合支所